# LMBT-kronológia (1960-as évek)
Ez az oldal a leszbikus, meleg, biszexuális és transznemű (LMBT) emberek jogainak történetében bekövetkezett fontosabb eseményeket tartalmazza.
« korábbi események

## 1961
- 1961 – Csehszlovákia megszünteti a homoszexualitás büntethetőségét.
- 1961 – Magyarország megszünteti a homoszexualitás büntethetőségét.
- 1961 – A Vatikán kijelenti, hogy bárki, akit "érint a homoszexualitás perverz hajlama", nem szabad megengedni, hogy vallási fogadalmat tegyen.
- 1961 szeptember 11. –  A The Rejected címmel első alkalommal vetít amerikai televízió (a San Franciscó-i KQED TV) dokumentumfilmet a homoszexualitásról.[1]
- 1961 november 7.– José Sarria lesz az első nyíltan meleg jelölt közhivatalnok-választáson az Egyesült Államokban, amikor San Francisco felügyelőtanácsa tagságáért indul.[2]
- 1961 november 15.– Frank Kameny és Jack Nichols megalapítja a Mattachine Társaság washingtoni szervezetét.[3]

## 1962
- 1962 január 1. – Illinois állam – az Egyesült államokban elsőként – törli a szodómiát a büntetőtörvénykönyvéből.

## 1963
- 1963 – Izrael egy bírósági ítélet keretében de facto megszünteti a szodómia és a férfiak közti szexuális kapcsolat büntethetőségét. A döntés értelmében a büntethetőséget előíró 1936-os brit jogszabály nem alkalmazható.

## 1964
- 1964 szeptember 19. – Az első LMBT-jogi tüntetés a világon. Egy kisebb csoport - Jack Nichols vezetésével - New Yorkban, a Whitehall Street Induction Center előtt demonstrál táblákkal.[4][5]

## 1965
- 1965 – Everett George Klippert az utolsó meleg férfi, akit börtönbe zárnak homoszexualitása miatt Kanadában.
- 1965 április 17. – A Keleti-parti Homofil Szervezetek Konferenciája (ECHO) képviseletében 10 leszbikus és meleg aktivista demonstrál a Fehér Ház előtt Washingtonban.[6]
- 1965 április 18. – 29 ECHO-aktivista tüntet az Egyesült Nemzetek Szervezete New York-i székháza előtt.[7]
- 1965 április 25. – Az első LMBT aktivisták által szervezett ülősztrájk 150 fő részvételével, Philadelphiában, egy étterem homofób vezetője ellen, aki elutasította négy melegnek vélt vendég kiszolgálását.[8][9]
- 1965 május 29. – ECHO-aktivisták újabb tüntetése, 10 fő részvételével a washingtoni Fehér Ház előtt.[10]
- 1965 július 4. – ECHO-aktivisták tüntetése - többek között Jack Nichols,  Frank Kameny és Barbara Gittings szervezésében - a Függetlenség Napján, a philadelphiai Independence Hall előtt.[11]

## 1966
- 1966 február 18. – Foster Gunnison vezetésével Kansas City-ben elkezdik szervezni a Homofil Szervezetek Nemzeti Konferenciáját, amely 1967-ben veszi fel a NACHO (North American Conference of Homophile Organizations) nevet.[12]
- 1966 augusztus – Az ún. Compton Kávézó-lázadás. A san franciscói kávézó vendégei megelégelik a folyamatos rendőri zaklatást, és néhány napra utcai zavargások törnek ki.[13]
- 1966 szeptember – A Mattachine Társaság tagjai tüntetnek a Chicago Tribune és a Chicago Sun-Times szerkesztősége előtt, mert a két lap nem hajlandó közölni a társaság hirdetéseit.[14]

## 1967
- 1967 – Wainwright Churchill „Homosexual Behavior Among Males – A Cross-Cultural and Cross-Species Investigation” című tudományos munkája a homoszexualitásról mint mindennapos jelenségről és nem pedig mint bűnről vagy betegségről beszél, bevezeti a „homoerotofóbia” szót, ebből származik a későbbi „homofóbia” szó.
- 1967 – Csádban eltörlik a homoszexualitás büntethetőségét.
- 1967 – Argentínában megalakul a "Nuestro Mundo" ("Our World"), az első latin-amerikai meleg csoport.
- 1967 január 1. – A Los Angeles környéki Silver Lake-ben található The Black Cat Tavern nevű étteremben tart házkutatást a rendőrség. Az alkalmazottakat és segítőiket megverik és letartóztatják. 1967. január 5-ére tiltakozó demonstrációt szerveznek helyi melegek, PRIDE jelszóval, a "Personal Rights in Defense and Education" rövidítéseként. Ebből született később a "Pride" LMBT-jogi kifejezés.[15]
- 1967 április 23. – Létrejön a Columbia Egyetem Homofil Hallgatói Ligája, mely az első intézményesen elismert LMBT diákcsoport az Egyesült Államokban.[16]
- 1967 július 27. – A Sexual Offences Act engedélyezi a 21 év feletti férfiak esetében a szexuális kapcsolatot, ezzel az Egyesült Királyságban megszűnik a homoszexualitás büntethetősége. A jogszabály nem vonatkozik Skóciára, Észak-Írországra és a Csatorna-szigetekre.
- 1967 szeptember – Megjelenik a Los Angeles Advocate első száma, a The Advocate meleg magazin elődje.
- 1967 november 24. – New York-ban Craig Rodwell megnyitja a világ első meleg-orientált könyvesboltját, az Oscar Wilde Bookshopot.[17]

## 1968
- 1968 – Létrejön Los Angeles-ben a Metropolitan Community Church, az első meleg és leszbikus vallási közösség Amerikában.
- 1968 – Az NDK-ban enyhítenek a homoszexuális kapcsolatot büntetendő 175. paragrafuson.
- 1968 – Bulgária megszünteti a homoszexualitás büntethetőségét.

## 1969
- 1969 tavasz – Carl Wittman megírja Refugees From America: A Gay Manifesto című művét, amely csak a Stonewall-lázadás után jelent meg.[18]
- 1969 május 18. – Létrejön a Minnesotai Egyetemen a kezdetben Fight Repression of Erotic Expression ("FREE") névre hallgató, később Queer Student Cultural Center névre átkeresztelt egyetemi LMBT csoport; az első az állam területén.
- 1969 június 27-30. – A Stonewall-lázadás. Nyílt utcai lázadás a Stonewall Inn nevű New York-i meleg bárt érő rendőri zaklatás miatt. Az esemény a modern LMBT mozgalom kezdetét jelenti.[19]
- 1969 augusztus – Kanada megszünteti a homoszexualitás büntethetőségét.[20]
- 1969 július 24. – Megalakul a radikálisabb LMBT emberek amerikai szervezete, a Gay Liberation Front (GLF).[21][22]
- 1969 december 21. – A Gay Liberation Front-ból kilépők megalakítják a kifejezetten jogi aktivizmussal foglalkozó Meleg Aktivisták Szövetségét (Gay Activists Alliance).[23]
- 1969 – Az NSZK-ban enyhítenek a 175. paragrafuson.
- 1969 – Lengyelországban megszüntetik a homoszexuális prostitúció büntethetőségét.
- 1969 – Melbourne-ben megalakul a Bilitis Lányai ausztrál szervezete, mely egyben az első melegjogi szervezet Ausztráliában.
- 1969 – Paul Goodman amerikai író, költő, terapeuta és aktivista megjelenteti The Politics of Being Queer című művét.

» későbbi események

## Fordítás
- Ez a szócikk részben vagy egészben  a   Timeline of LGBT history című angol Wikipédia-szócikk ezen változatának fordításán alapul.  Az eredeti cikk szerkesztőit annak laptörténete sorolja fel. Ez a jelzés csupán a megfogalmazás eredetét és a szerzői jogokat jelzi, nem szolgál a cikkben szereplő információk forrásmegjelöléseként.